# Potok Wielki
Potok Wielki è un comune rurale polacco del distretto di Janów Lubelski, nel voivodato di Lublino.
Ricopre una superficie di 98,33 km² e nel 2004 contava 5 004 abitanti.